# Between Love and Duty
Pour plus de détails, voir Fiche technique et Distribution.
Between Love and Duty est un film américain de Sidney Olcott, réalisé en 1910.

## Fiche technique
- Titre original : Between Love and Duty
- Réalisateur : Sidney Olcott
- Société de production : Kalem Company
- Pays : États-Unis
- Longueur : 720 pieds
- Date de sortie :
  - États-Unis : 13 mai 1910 (New York)